# ست گیلیام
ست گیلیام (انگلیسی: Seth Gilliam؛ زادهٔ ۵ نوامبر ۱۹۶۸) یک هنرپیشه، و بازیگر سینما اهل ایالات متحده آمریکا است.
از فیلم‌ها یا برنامه‌های تلویزیونی که وی در آن نقش داشته است می‌توان به شجاعت در زیر آتش و سربازان سفینه و سریال مردگان متحرک، جفرسون در پاریس، عالی جدید و شگفت‌انگیز و وایر اشاره کرد.